# Jens Risager
Jens Risager est un footballeur danois né le 9 avril 1971 à Herning.

## Biographie

### En club
- 1990-1992 : Brøndby IF  Danemark
- 1992-1992 : :Ikast FS  Danemark
- 1992-1998 : Brøndby IF  Danemark

### En sélection
- 13 sélections et 0 but avec l'équipe du Danemark entre 1994 et 1996.